# Чудово
Чудово (рус. Чудово) град је на северозападу европског дела Руске Федерације. Налази се у северном делу Новгородске области, на подручју Чудовског рејона чији је уједно и административни центар.
Према проценама националне статистичке службе за 2014. у граду је живело 15.047 становника.

## Географија
Град Чудово налази се у северном делу Новгородске области, у северним деловима Прииљмењске низије, на око 73 km северно од града Великог Новгорода и на 118 км југоисточно од Санкт Петербурга. Кроз град протиче река Керест, лева притока реке Волхов и део басена језера Ладога.

## Историја
У писаним изворима из 1539. године по први пут се помињу засеоци Чудово на Кересту и Чудовскаја Лука (оба на подручју данашњег града). Чудовскаја Лука је у то време имала око 30 кућа и важила је за једно од већих насеља у том подручју. Значај насеља порастао је са развојем поштанског и трговачког саобраћаја између Петрограда и Москве, а насеље добија име Јам-Чудово (то име се задржало све до 1851. гидуне).
Кроз Чудово је 1849. прошла железница која је повезивала Москву са Петроградом, а насеље је добило и своју железнички станицу.
Године 1923. Чудово добива административни статус варошице урбаног типа, а 1937. и статус другостепеног града. Рејонски центар је од 1927, односно од оснивања Чудовског рејона.
Током Другог светског рата град и околина су били под немачком окупацијом од 20. августа 1941. до 29. јануара 1944. године.

## Демографија
Према подацима са пописа становништва 2010. у граду је живело 16.148 становника, док је према проценама националне статистичке службе за 2014. град имао 15.047 становника.
| 1939.  | 1959.  | 1970.  | 1979.  | 1989.  | 2002.  | 2010.  | 2014.  |
| ------ | ------ | ------ | ------ | ------ | ------ | ------ | ------ |
| 12,259 | 11,430 | 12,520 | 14,520 | 17,982 | 17,434 | 16,148 | 15,047 |

## Међународна сарадња
Град Чудово има потписане уговоре о међународној сарадњи са следећим градовима:
- Параинен, Финска
- Кумла, Шведска

## Знаменити Чудовљани
- Гај Северин (1926–2008) — доктор техничких наука, пуноправни члан Руске академије наука, конструктор скафандера за боравак у отвореном свемиру. Рођен је у Чудову.